# 삽자루
삽자루(본명: 우형철, 1964년 2월 20일~2024년 5월 13일)는 대한민국의 학원 수학 강사이다. 
예명인 삽자루는 학원에 무단결석을 하거나 숙제를 제대로 해 오지 않은 학생에게 삽자루로 체벌을 한 데에서 비롯되었다.

## 생애
1995년 2월 남강학원을 열면서 학원 강사 활동을 시작하였다. 2001년 초, 동영상 교육 업체 메가스쿨을 설립하였으나, 설립 1년여만에 30억 원의 적자가 나는 등 사정은 좋지 않았다. 이후 2004년 12월부터 비타에듀에 출강하기 시작하였다. 2006년부터는 EBSi에서 무료 강의를 개설하기 시작하였다.
2007년 11월, 교육 매니지먼트 업체인 SJR 기획을 설립하였으며, 2008년 7월에는 자신의 예명을 딴 삽자루샘 기숙학원을 설립하였다. 2008년 12월, 중앙일보 인터넷 강사 평가 수리영역 부분에서 '성적 향상에 도움이 된 강사' 1위, '추천하고 싶은 강사' 2위에 선정되었다.
2008년 한 해 매출만 40억 원 이상일 정도로 성공한 강사의 반열에 올랐으며, 로이터 통신 및 다수의 TV프로그램들이 이를 취재하기도 하였다.
2013년, 후원사가 없던 수영선수 박태환을 후원해주면서 화제에 올랐다.

### 디지털대성 소송
2014년 5월 삽자루는 마케팅 대행업체에서 퇴사한 직원이 제공한 자료를 제시하며 "대성마이맥 그 성장의 비밀"이라는 동영상을 자신의 홈페이지에 게시해, 대성마이맥·티치미·비상에듀의 운영사인 디지털대성이 홍보사를 통해 온라인에서 수험생들을 대상으로 조직적인 여론 조작을 한 의혹을 제기했다. 이에 같은 해 7월 디지털대성은 서울방배경찰서에 삽자루를 명예훼손 혐의로 고소하여 모욕과 정보통신망법 위반 혐의가 적용돼 약식기소되었다. 그러나 삽자루는 정식재판을 요구했고, 2014년 8월과 10월 디지털대성과 2개 마케팅 대행업체를 서울지방검찰청에 사기 혐의로 고소했다.  삽자루가 검찰처분에 불복하여 정식재판을 청구한 건에 대해, 2016년 2월 1심에서 서울중앙지방법원은 삽자루가 관련 영상에서 주장한 내용은 거짓이고 비방 목적도 있었던 것으로 판단된다며, 자극적인 문구와 동영상을 인터넷에 퍼뜨리고 허위사실을 적시한 점에 대해 벌금 200만원 처벌을 내렸다. 또한 삽자루가 디지털대성과 마케팅업체를 사기 및 업무방해 혐의로 고소한 건에서 디지털대성 및 마케팅업체 모두 검찰로부터 '무혐의' 처분을 받았다. 그러나 2심은 1심과 달리 우씨의 발언을 허위로 보기는 어렵다고 봤다. 2013년 11월 디지털대성과 홍보대행 계약을 맺은 바이럴마케팅(입소문마케팅) 업체 S사 직원이 법정에서 '타인의 아이디를 구매해 각종 사이트에 디지컬대성 측에 우호적 댓글을 작성하는 내용으로 계약을 체결했다'고 진술한 점과 디지컬대성 측 자사 직원들이 인터넷 수험생 커뮤니티에 학생을 가장해 댓글을 작성한 사실을 인정하고 있는 점 등이 판단의 근거가 됐다. 재판부는 다만 우씨의 동영상 게시가 사실적시에 따른 명예훼손죄에는 해당한다고 봤다.http://www.fnnews.com/news/201607211655117325

### 이투스 계약 해지
2015년 5월 29일에 계약 회사인 ㈜이투스교육에서 현장 강의 및 웹사이트 공지사항 작성 권한이 사전 통보 없이 제한되었다고 주장했으며, 6월 6일 ㈜현현교육(스카이에듀)의 동영상 인터뷰를 통해 이투스교육에 계약 해지를 통보한 뒤 스카이에듀로 이적하였음을 발표했다. 이후 6월 8일 이투스교육은 자사의 삽자루 공지사항 페이지를 통해 Q&A 답변 아이디가 동일하고 삽자루 측에서 촬영한 강의는 업로드 서버가 열려있음에도 이루어지지 않고 있다며, 지속적인 협의 중임에도 확정된 사항이 없어 공지가 늦어졌다고 알렸다.

## 학력
- 서울대학교 공과대학 에너지자원공학과 학사

## 방송
- 2012년 tvN 공부의 비법2
- 2010년 tvN 공부의 비법
- 2009년 8월 25일 KBS 2TV 무한지대 큐 2009 노량진 학원가 24시
- 2009년 3월 20일 KBS 1TV 추적 60분 대한민국 스타강사들-이래서 사교육이다
- tvN 스타특강쇼

## 가족 관계
- 배우자: 임우옥
  - 아들: 우람이
  - 딸: 우슬기

## 같이 보기
- 삽